# Butidae
Die Butidae sind eine Familie der Grundelartigen (Gobiiformes). Sie leben im Süß- und Brackwasser, an den Küsten des tropischen Indopazifik und Ostafrikas. Vor allem in Neuguinea und Australien gibt es auch weit landeinwärts lebende, nicht wandernde Süßwasserbewohner.

## Merkmale
Die Butidae haben einen mehr oder weniger langgestreckten Körper mit einem breiten Kopf. Die meisten Arten sind bräunlich gefärbt, einige sind stark abgeplattet. Bentisch, auf dem Gewässergrund lebende Arten haben einen eher gedrungenen oder zylindrischen Körper, im Freiwasser lebende Arten sind seitlich mehr abgeflacht. Die Augen stehen auf der Kopfoberseite weit auseinander, das Maul ist endständig. Die Bauchflossen sind nicht zusammengewachsen, die beiden Rückenflossen voneinander getrennt. Die erste hat zwei bis zehn Hartstrahlen (meist sechs) und ist nicht höher als die zweite. Die Butidae haben meist Ctenoidschuppen. Die Schwimmblase ist bei den meisten Arten gut ausgebildet, sodass die Tiere im Wasser schweben können. Die Sinneskanäle am Kopf sind mit maximal 17 Poren auf jeder Seite wenig zurückgebildet. Die Anzahl der Branchiostegalstrahlen liegt bei sechs. Mit Längen bis zu 60 Zentimetern erreichen einige Butidae für Grundelartige beachtliche Größen. Die Durchschnittslänge liegt bei 10 bis 25 cm und ist damit noch beträchtig länger als bei den Grundeln (Gobiidae) und Oxudercidae. Bei einigen Butidae tritt jedoch auch Zwergwuchs auf (Gattung Kribia, „Oxyeleotris“ nullipora).

## Lebensweise
Die Butidae sind räuberisch lebende Fische, die nachtaktiv sind und/oder versteckt zwischen Wasserpflanzen oder unter überhängender Ufervegetation leben.

## Äußere Systematik
Die Butidae wurden ursprünglich als Unterfamilie Butinae den Schläfergrundeln (Eleotridae) zugerechnet, aber phylogenetische Untersuchungen haben ergeben, dass sie die Schwestergruppe einer Klade sind, zu der die Echten Grundeln (Gobiidae) und die Oxudercidae gehören. Eine Gruppe aus Eleotridae und Butinae ist deshalb paraphyletisch und letztere wurden in letzter Zeit deshalb in den Familienrang gestellt. Die wahrscheinlichen verwandtschaftlichen Verhältnisse gibt folgendes Kladogramm wieder.
|  | Oxudercidae                                                                 |
|  |                                                                             |
|  | \| \| Grundeln (Gobiidae) \| \| \| \| \| \| Thalasseleotrididae \| \| \| \| |
|  |                                                                             |
|  | Grundeln (Gobiidae)                                                         |
|  |                                                                             |
|  | Thalasseleotrididae                                                         |
|  |                                                                             |

|  | Grundeln (Gobiidae) |
|  |                     |
|  | Thalasseleotrididae |
|  |                     |

|  | Oxudercidae                                                                 |
|  |                                                                             |
|  | \| \| Grundeln (Gobiidae) \| \| \| \| \| \| Thalasseleotrididae \| \| \| \| |
|  |                                                                             |
|  | Grundeln (Gobiidae)                                                         |
|  |                                                                             |
|  | Thalasseleotrididae                                                         |
|  |                                                                             |

|  | Grundeln (Gobiidae) |
|  |                     |
|  | Thalasseleotrididae |
|  |                     |

|  | Oxudercidae                                                                 |
|  |                                                                             |
|  | \| \| Grundeln (Gobiidae) \| \| \| \| \| \| Thalasseleotrididae \| \| \| \| |
|  |                                                                             |
|  | Grundeln (Gobiidae)                                                         |
|  |                                                                             |
|  | Thalasseleotrididae                                                         |
|  |                                                                             |

|  | Grundeln (Gobiidae) |
|  |                     |
|  | Thalasseleotrididae |
|  |                     |

|  | Oxudercidae                                                                 |
|  |                                                                             |
|  | \| \| Grundeln (Gobiidae) \| \| \| \| \| \| Thalasseleotrididae \| \| \| \| |
|  |                                                                             |
|  | Grundeln (Gobiidae)                                                         |
|  |                                                                             |
|  | Thalasseleotrididae                                                         |
|  |                                                                             |

|  | Grundeln (Gobiidae) |
|  |                     |
|  | Thalasseleotrididae |
|  |                     |

|  | Oxudercidae                                                                 |
|  |                                                                             |
|  | \| \| Grundeln (Gobiidae) \| \| \| \| \| \| Thalasseleotrididae \| \| \| \| |
|  |                                                                             |
|  | Grundeln (Gobiidae)                                                         |
|  |                                                                             |
|  | Thalasseleotrididae                                                         |
|  |                                                                             |

|  | Grundeln (Gobiidae) |
|  |                     |
|  | Thalasseleotrididae |
|  |                     |

|  | Oxudercidae                                                                 |
|  |                                                                             |
|  | \| \| Grundeln (Gobiidae) \| \| \| \| \| \| Thalasseleotrididae \| \| \| \| |
|  |                                                                             |
|  | Grundeln (Gobiidae)                                                         |
|  |                                                                             |
|  | Thalasseleotrididae                                                         |
|  |                                                                             |

|  | Grundeln (Gobiidae) |
|  |                     |
|  | Thalasseleotrididae |
|  |                     |

|  | Oxudercidae                                                                 |
|  |                                                                             |
|  | \| \| Grundeln (Gobiidae) \| \| \| \| \| \| Thalasseleotrididae \| \| \| \| |
|  |                                                                             |
|  | Grundeln (Gobiidae)                                                         |
|  |                                                                             |
|  | Thalasseleotrididae                                                         |
|  |                                                                             |

|  | Grundeln (Gobiidae) |
|  |                     |
|  | Thalasseleotrididae |
|  |                     |

|  | Oxudercidae                                                                 |
|  |                                                                             |
|  | \| \| Grundeln (Gobiidae) \| \| \| \| \| \| Thalasseleotrididae \| \| \| \| |
|  |                                                                             |
|  | Grundeln (Gobiidae)                                                         |
|  |                                                                             |
|  | Thalasseleotrididae                                                         |
|  |                                                                             |

|  | Grundeln (Gobiidae) |
|  |                     |
|  | Thalasseleotrididae |
|  |                     |

## Gattungen und Arten
- Gattung Bostrychus

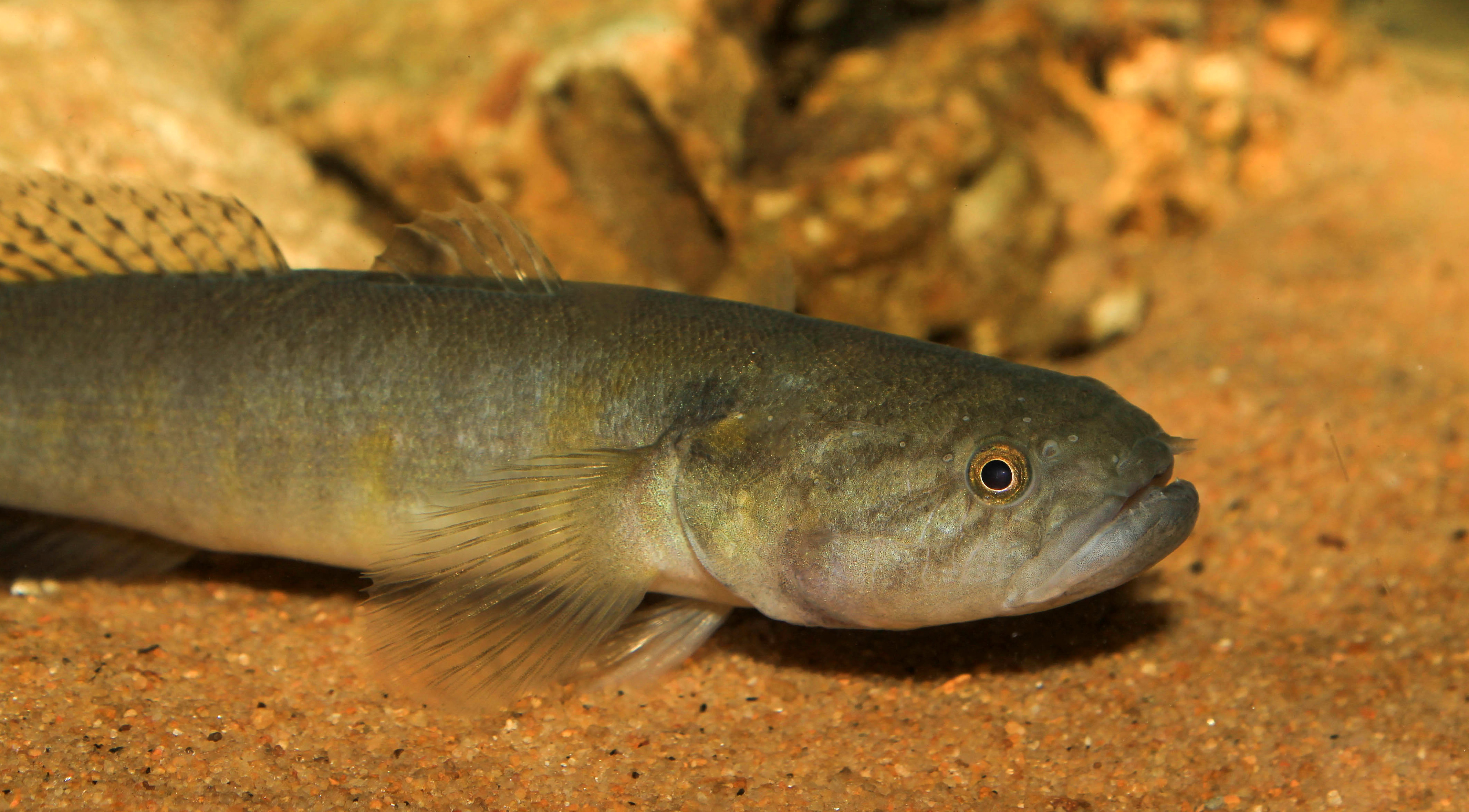
Bostrychus sinensis

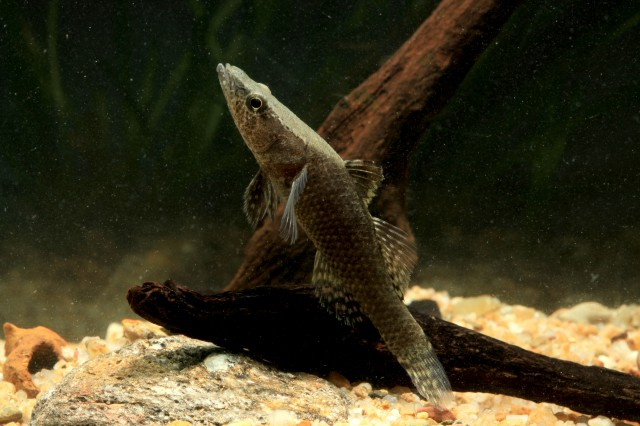
Butis humeralis

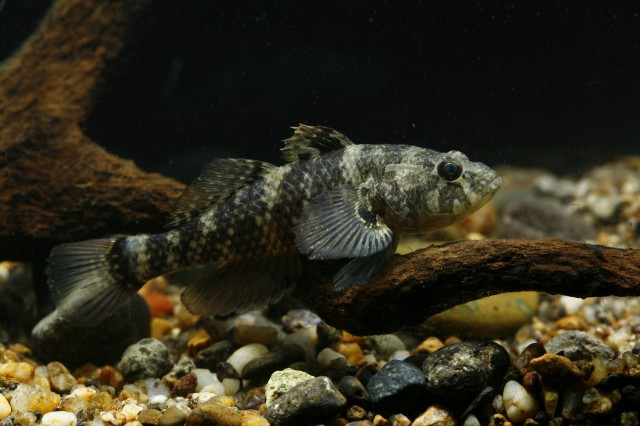
Butis koilomatodon

  - Bostrychus africanus (Steindachner, 1879)
  - Bostrychus aruensis Weber, 1911
  - Bostrychus expatria (Herre, 1927)
  - Bostrychus microphthalmus Hoese & Kottelat, 2005
  - Bostrychus sinensis Lacepède, 1801
  - Bostrychus strigogenys Nichols, 1937
  - Bostrychus zonatus Weber, 1907
- Gattung Butis
  - Butis amboinensis (Bleeker, 1853)
  - Spitzkopfgrundel (Butis butis) (Hamilton, 1822)
  - Butis gymnopomus (Bleeker, 1853)
  - Butis humeralis (Valenciennes, 1837)
  - Butis koilomatodon (Bleeker, 1849)
  - Butis melanostigma (Bleeker, 1849)
- Gattung Incara
  - Incara multisquamatus Rao, 1871
- Gattung Kribia
  - Kribia kribensis (Boulenger, 1907)
  - Kribia leonensis (Boulenger, 1916)
  - Kribia nana (Boulenger, 1901)
  - Kribia uellensis (Boulenger, 1913)
- Gattung OdonteleotrisOdonteleotris polylepis

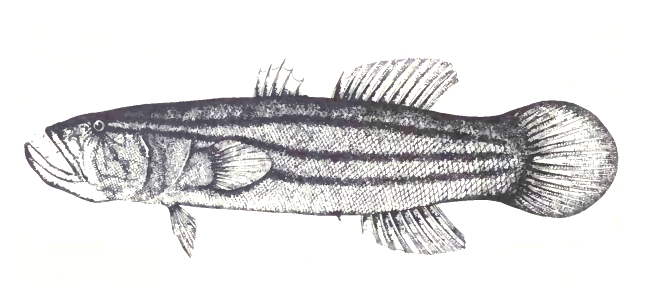
Odonteleotris polylepis

  - Odonteleotris canina Bleeker, 1849
  - Odonteleotris macrodon Bleeker, 1854
  - Odonteleotris polylepis (Herre 1927)
- Gattung OphiocaraOphiocara ophicephalus

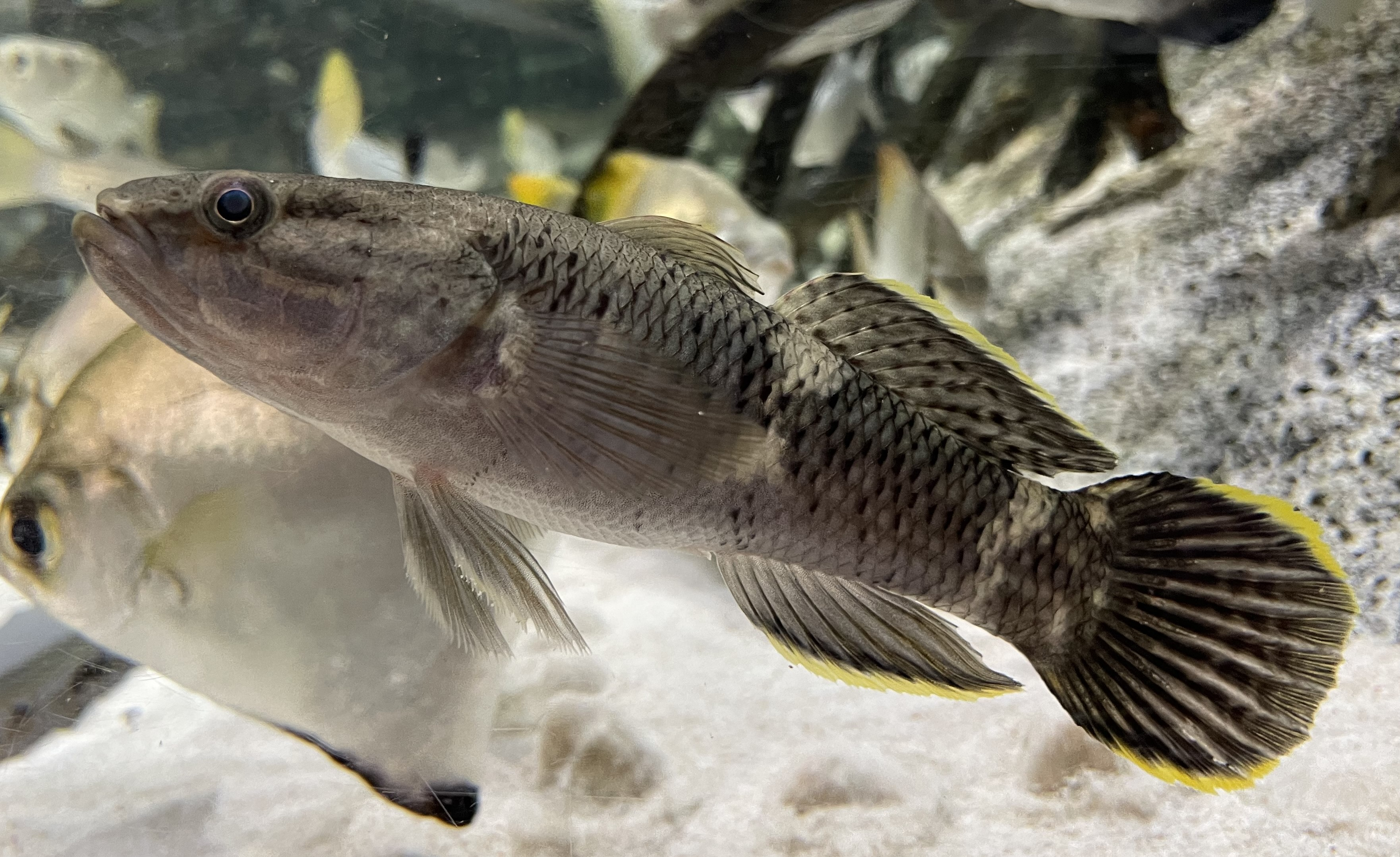
Ophiocara ophicephalus

  - Ophiocara macrolepidota (Bloch, 1792)
  - Ophiocara porocephala (Valenciennes, 1837)
- Gattung Oxyeleotris
  - Oxyeleotris altipinna Allen & Renyaan, 1996
  - Oxyeleotris aruensis (Weber, 1911)
  - Oxyeleotris caeca Allen, 1996
  - Oxyeleotris expatria (Herre, 1927)
  - Oxyeleotris fimbriata (Weber, 1907)
  - Oxyeleotris herwerdenii (Weber, 1910)
  - Oxyeleotris heterodon (Weber, 1907)
  - Oxyeleotris lineolata (Steindachner, 1867)
  - Marmorgrundel (Oxyeleostris marmorata) (Bleeker, 1852)
  - „Oxyeleotris“ nullipora Roberts, 1978 (nicht näher mit anderen Oxyeleotris-Arten verwandt, sondern Schwesterart der Gattung Kribia[3])
  - Oxyeleotris paucipora Roberts, 1978
  - Oxyeleotris selheimi (Macleay, 1884)
  - Oxyeleotris siamensis (Günther, 1861)
  - Oxyeleotris urophthalmoides (Bleeker, 1853)
  - Oxyeleotris urophthalmus (Bleeker, 1851)
  - Oxyeleotris wisselensis Allen & Boeseman, 1982
- Gattung ParviparmaParviparma straminea
  - Parviparma straminea Herre, 1927
- Gattung Pogoneleotris

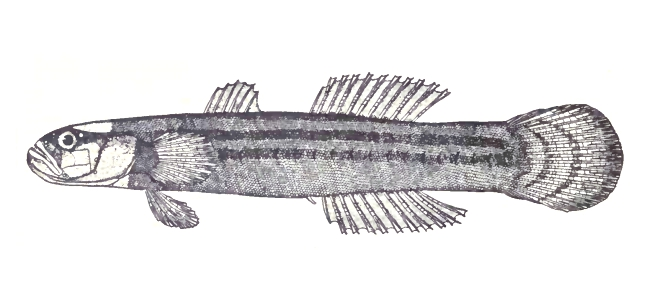
Parviparma straminea

  - Pogoneleotris heterolepis (Günther, 1869)
- Gattung Prionobutis
  - Prionobutis dasyrhynchus (Günther, 1868)
  - Prionobutis microps (Weber, 1907)